# Березянка (притока Росі)
Березянка, Березанка — річка в Україні, ліва притока Росі (басейн Дніпра). Протікає у Ружинському, Сквирському та Володарському районах Житомирської та Київської областей.

## Опис
Довжина річки 48 км, похил річки — 1,4 м/км. Формується з багатьох безіменних струмків та багатьох водойм. Площа  басейну 293 км².

## Розташування
Бере початок у селі Березянка. Тече переважно на схід і на околиці села Березна впадає у річку Рось, праву притоку Дніпра.
Населені пункти вздовж берегової смуги: Самгородок, Шапіївка, Токарівка, Шаліївка, Терешки, Антонів, Петрашівка, Гайворон.

## Іхтіофауна Березянки
У річці водиться бистрянка звичайна, верховодка звичайна, щука звичайна, карась звичайний, окунь, пічкур та плітка звичайна.